# Polittico dell'incoronazione della Vergine e santi
Il Polittico dell'incoronazione della Vergine e santi è un dipinto a tempera e oro su tavola (209x215,5 cm) di Giovanni dal Ponte, databile al 1420-1430 circa e conservato nella Galleria dell'Accademia a Firenze.

## Storia
L'opera è segnalata in una lista di beni del Monte di Pietà redatta da Giuseppe Bencivenni Pelli nel 1777. Vi si legge: "Questo quadro fu fatto rifiorire e ridorare tempo fa dal provveditore Al. Albergotti: è bello ma non si sa additarne autenticamente l'autore".
Cavalcaselle attribuì l'opera, almeno nei pannelli principali, a Jacopo del Casentino, mentre Toesca lo incluse nel catalogo di un pittore quattrocentesco che poi venne riconosciuto in Giovanni da Ponte, artista citato da Vasari. L'attribuzione è oggi unanimemente accettata.
L'opera ha strette affinità con un polittico simile presente a Chantilly datato 1410, che veniva in genere indicato come il prototipo. La riscoperta della data originale di quest'opera, il 1420, dalle riprese evidenti dell'Incoronazione di Lorenzo Monaco (1413), ha spostato in avanti anche la datazione della tavola dell'Accademia, che dopotutto mostra l'assimilazione di alcune novità masaccesche, filtrate dal giovane Beato Angelico.

## Descrizione e stile
Il monumentale polittico mostra al centro l'Incoronazione della Vergine con quattro angeli musicanti alla base e con la colomba dello Spirito Santo in alto. A sinistra si vedono i santi Francesco e Giovanni Battista, a destra Ivo, patrono dei notai, e Domenico. Nelle cuspidi l'artista dipinse l'Angelo annunciante, la Discesa di Cristo al Limbo e la Vergine annunciata.
Le figure mostrano una maggiore compostezza derivata da una personale assimilazione di Masaccio, con un chiaroscuro più efficace e una migliore resa naturalistica di alcune fisionomie. L'artista non rinuncia però alla ricca ornamentazione, ai ritmi impetuosi e alla struttura disegnativa dei panneggi.